# Stian Kristoffersen
Stian Kristoffersen (Oslo, 9 luglio 1981) è un ex giocatore di calcio a 5 e calciatore norvegese, di ruolo pivot e centrocampista dell'Årvoll.

## Carriera
Nel campionato 2009-2010, Kristoffersen è stato in forza al Kappa, in 1. divisjon. Il 31 marzo 2010 ha giocato per la Norvegia in occasione della vittoria per 1-2 contro l'Irlanda. Per la stagione 2010-2011, ha militato nelle file del KFUM Oslo. Nel 2012-2013 ha giocato per il Grorud.
Per quanto concerne l'attività calcistica, Kristoffersen ha cominciato la carriera nello Skeid, con cui ha vinto il Norgesmesterskapet G19 1999. Il 16 maggio 2000 ha esordito in 1. divisjon, venendo schierato titolare nella sconfitta per 1-0 patita sul campo dell'HamKam.
L'anno successivo è passato al Bærum, in 2. divisjon. Ha contribuito alla promozione in 1. divisjon arrivata al termine del campionato 2002 ed è rimasto in forza al club fino al 2003.
Nel 2004, Kristoffersen ha fatto ritorno allo Skeid. Nel corso della stessa annata è stato ingaggiato dal Lørenskog, per cui ha giocato fino alla 2. divisjon 2007. Nel 2008 si è trasferito al Manglerud Star.
Tornato al Lørenskog per il campionato 2010, vi è rimasto per un triennio. Nel 2013 ha firmato ancora per lo Skeid. A partire dal 2016, ha giocato per l'Årvoll.
A livello giovanile, Kristoffersen ha rappresentato la Norvegia under 15, Under-17 e Under-18.

## Statistiche

### Presenze e reti nei club
Statistiche aggiornate al 13 novembre 2017.
| Stagione         | Club             | Campionato       | Campionato | Campionato | Coppe nazionali | Coppe nazionali | Coppe nazionali | Coppe continentali | Coppe continentali | Coppe continentali | Supercoppe | Supercoppe | Supercoppe | Totale | Totale |
| Stagione         | Club             | Comp             | Pres       | Reti       | Comp            | Pres            | Reti            | Comp               | Pres               | Reti               | Comp       | Pres       | Reti       | Pres   | Reti   |
| ---------------- | ---------------- | ---------------- | ---------- | ---------- | --------------- | --------------- | --------------- | ------------------ | ------------------ | ------------------ | ---------- | ---------- | ---------- | ------ | ------ |
| 1999             | Skeid            | 2D               | ?          | ?          | CN              | ?               | ?               | -                  | -                  | -                  | -          | -          | -          | ?      | ?      |
| 2000             | Skeid            | 1D               | 16         | 0          | CN              | ?               | ?               | -                  | -                  | -                  | -          | -          | -          | 16+    | 0+     |
| Totale Skeid     | Totale Skeid     | Totale Skeid     | ?          | ?          |                 | ?               | ?               |                    | -                  | -                  |            | -          | -          | ?      | ?      |
| 2001             | Bærum            | 2D               | ?          | ?          | CN              | ?               | ?               | -                  | -                  | -                  | -          | -          | -          | ?      | ?      |
| 2002             | Bærum            | 2D               | ?          | ?          | CN              | ?               | ?               | -                  | -                  | -                  | -          | -          | -          | ?      | ?      |
| 2003             | Bærum            | 1D               | 25         | 4          | CN              | 1               | 0               | -                  | -                  | -                  | -          | -          | -          | 26     | 4      |
| Totale Bærum     | Totale Bærum     | Totale Bærum     | ?          | ?          |                 | ?               | ?               |                    | -                  | -                  |            | -          | -          | ?      | ?      |
| gen.-lug. 2004   | Skeid            | 1D               | ?          | ?          | CN              | ?               | ?               | -                  | -                  | -                  | -          | -          | -          | ?      | ?      |
| lug.-dic. 2004   | Lørenskog        | 2D               | ?          | ?          | CN              | -               | -               | -                  | -                  | -                  | -          | -          | -          | ?      | ?      |
| 2005             | Lørenskog        | 2D               | ?          | ?          | CN              | ?               | ?               | -                  | -                  | -                  | -          | -          | -          | ?      | ?      |
| 2006             | Lørenskog        | 2D               | ?          | ?          | CN              | ?               | ?               | -                  | -                  | -                  | -          | -          | -          | ?      | ?      |
| 2007             | Lørenskog        | 2D               | ?          | ?          | CN              | ?               | ?               | -                  | -                  | -                  | -          | -          | -          | ?      | ?      |
| 2008             | Manglerud Star   | 2D               | ?          | ?          | CN              | ?               | ?               | -                  | -                  | -                  | -          | -          | -          | ?      | ?      |
| 2010             | Lørenskog        | 2D               | ?          | ?          | CN              | ?               | ?               | -                  | -                  | -                  | -          | -          | -          | ?      | ?      |
| 2011             | Lørenskog        | 2D               | ?          | ?          | CN              | ?               | ?               | -                  | -                  | -                  | -          | -          | -          | ?      | ?      |
| 2012             | Lørenskog        | 2D               | 21         | 3          | CN              | 2               | 2               | -                  | -                  | -                  | -          | -          | -          | 23     | 5      |
| Totale Lørenskog | Totale Lørenskog | Totale Lørenskog | ?          | ?          |                 | ?               | ?               |                    | -                  | -                  |            | -          | -          | ?      | ?      |
| 2013             | Skeid            | 3D               | 22         | 10         | CN              | 0               | 0               | -                  | -                  | -                  | -          | -          | -          | 22     | 10     |
| 2014             | Skeid            | 2D               | 22         | 5          | CN              | 1               | 0               | -                  | -                  | -                  | -          | -          | -          | 23     | 5      |
| 2015             | Skeid            | 2D               | 3          | 0          | CN              | 1               | 0               | -                  | -                  | -                  | -          | -          | -          | 4      | 0      |
| Totale Skeid     | Totale Skeid     | Totale Skeid     | ?          | ?          |                 | ?               | ?               |                    | -                  | -                  |            | -          | -          | ?      | ?      |
| 2016             | Årvoll           | 4D               | 18         | 2          | CN              | 1               | 0               | -                  | -                  | -                  | -          | -          | -          | 19     | 2      |
| 2017             | Årvoll           | 4D               | 10         | 3          | CN              | 1               | 0               | -                  | -                  | -                  | -          | -          | -          | 11     | 3      |
| Totale Årvoll    | Totale Årvoll    | Totale Årvoll    | 28         | 5          |                 | 2               | 0               |                    | -                  | -                  |            | -          | -          | 30     | 5      |
| Totale           | Totale           | Totale           | ?          | ?          |                 | ?               | ?               |                    | -                  | -                  |            | -          | -          | ?      | ?      |

## Palmarès

### Club

#### Competizioni giovanili
- Norgesmesterskapet G19: 1

Skeid: 1999